# Antoine-Jean Gros

Napoleão em Arcola (1796).

Retrato de Christine Boyer (1800).

Antoine-Jean Gros (Paris, 16 de Março de 1771 – Meudon, 25 de Junho de 1835) foi um pintor francês que antecipou algumas características de estilo do que viria a se tornar o Romantismo na pintura.

## Carreira
Iniciou sua formação com o pai, um pintor de miniaturas, mas aos 17 anos, começou a estudar com Jacques-Louis David, que seria seu mestre e o crítico mais severo ao longo de toda a sua carreira. Seus primeiros quadros foram retratos e cenas mitológicas, algo que, com toda a certeza, tinha sido decisão do mestre.
Depois da Revolução Francesa, fugiu para a Itália, acusado de monarquista. Em Milão foi apresentado a Bonaparte por Josefina de Beauharnais. Em 1801 ganhou o primeiro prêmio no concurso organizado por Napoleão com o quadro A Batalha de Nazaré, no qual o pintor revela a grande admiração que tinha pelo militar.
Seu estilo a essa altura se diferencia do de David. A cena é dinâmica, dramática, cheia de vida. A cor tem predominância sobre o traço, e a perspectiva orienta o olhar do espectador para todo o campo de batalha. É esta obra que precede o romantismo mais puro de Delacroix e Géricault. O mesmo acontece com seus quadros Campo de Batalha de Eylau, ou Napoleão visitando as vítimas da peste de Jafa. A realidade e o mito compartilham a cena, convivem de maneira escandalosa, traduzindo a contradição da própria vida - a mesma contradição que levou Gros a pôr fim à vida nas águas do Sena. Em 25 de junho 1835 ele foi encontrado afogado nas margens do Sena em Meudon, perto de Sèvres. A partir de um papel que ele havia colocado em seu chapéu, tornou-se conhecido que "cansado da vida, e traído por últimos faculdades que torna suportável, ele tinha resolvido acabar com ela." Infelicidade no casamento e fracasso profissional são apontados como causas do suicídio.

## Obras

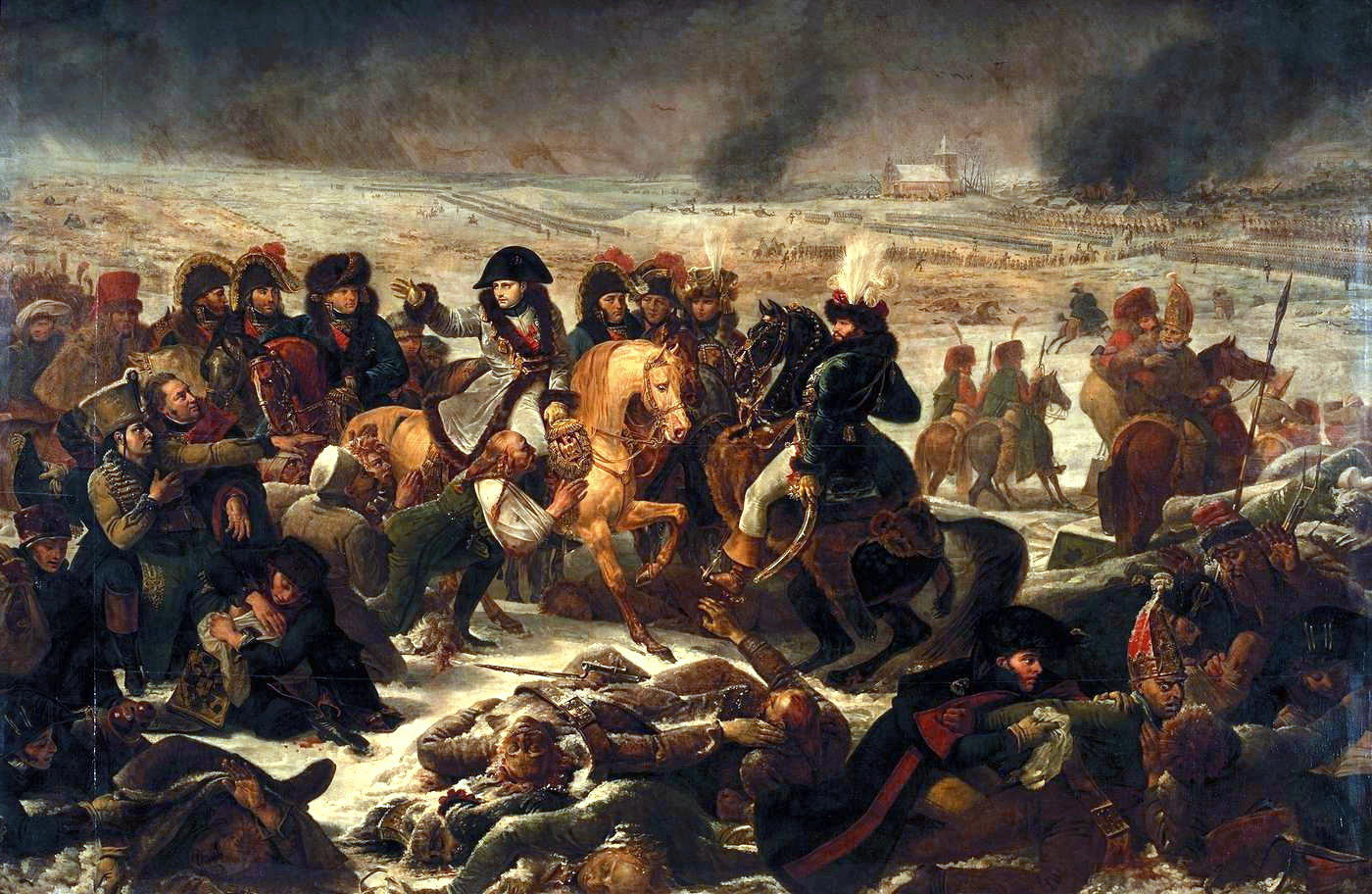
A batalha de Eylau (1807), Mus. do Louvre - Paris
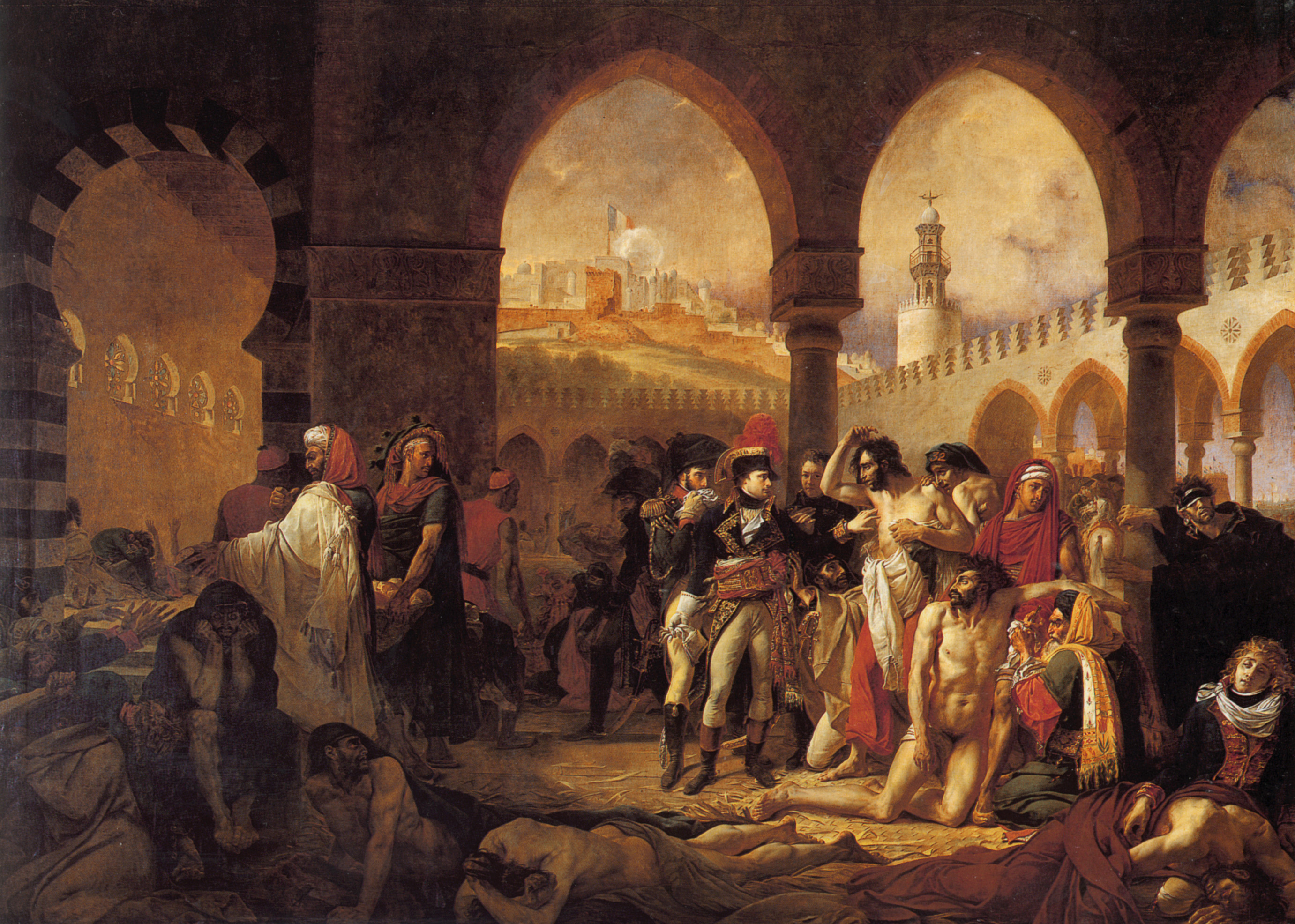
Napoleão visitando as vítimas da peste de Jafa (1804), Mus. do Louvre - Paris
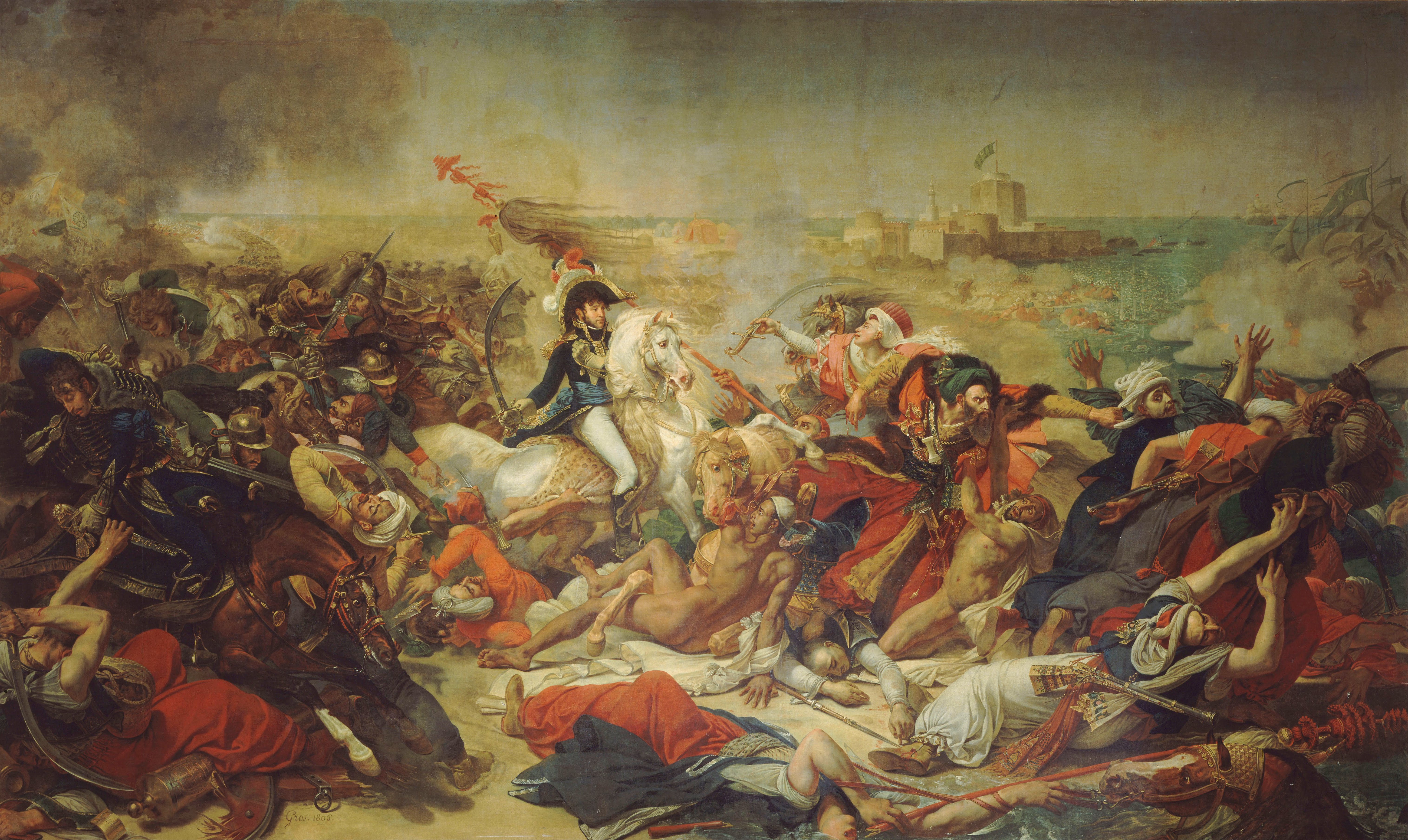
A batalha de Abukir (1806), Musée National du Château - Versales
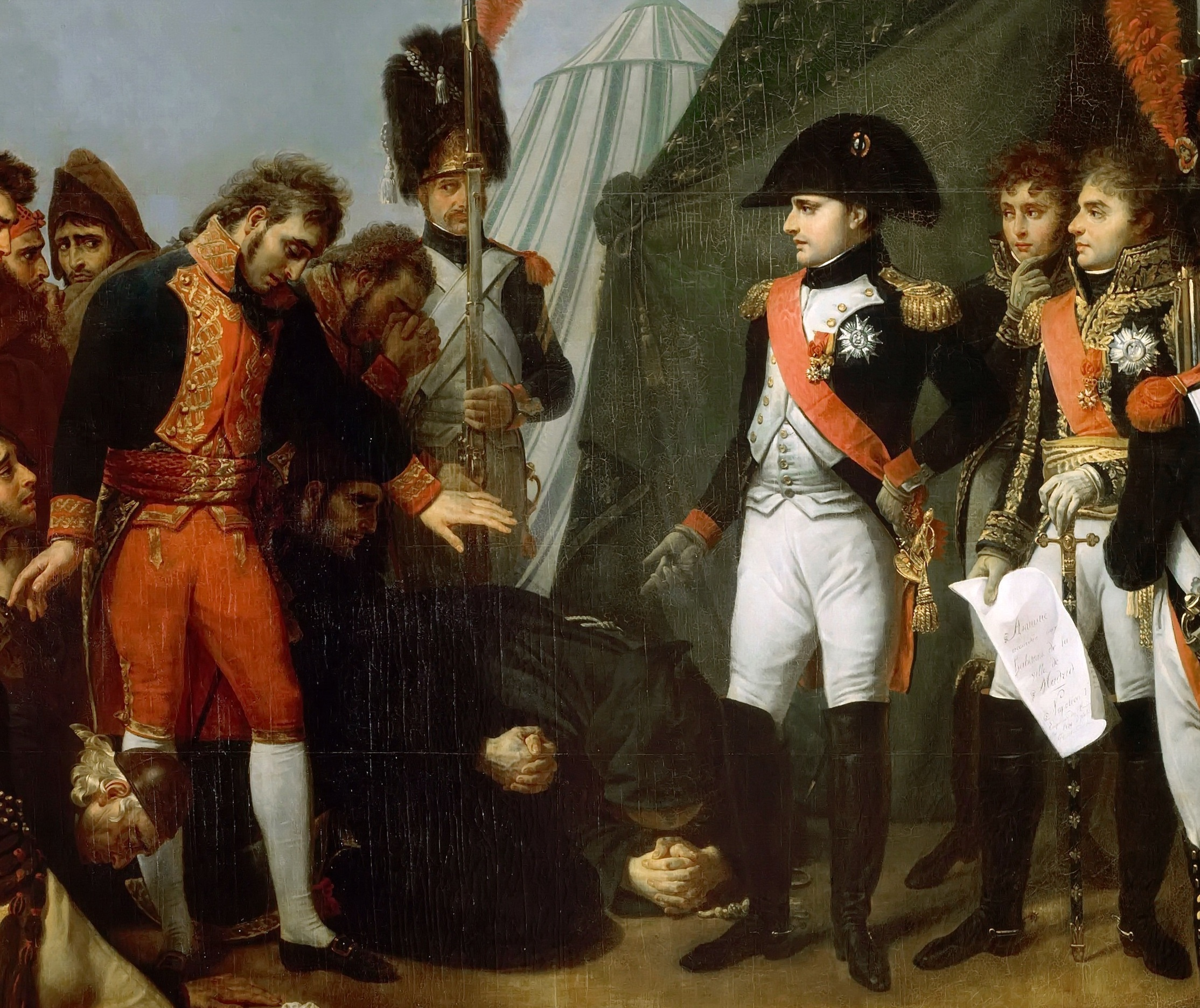
Rendição de Madri [detalhe] (1810), Musée National du Château - Versales

Uma das suas extraordinárias obras é o retrato do tenente Charles Legrand, realizada entre 1809 e 1810.